# Aedes jorgi
Aedes jorgi är en tvåvingeart som beskrevs av Diego Leonardo Carpintero och Leguizamon 2000. Aedes jorgi ingår i släktet Aedes och familjen stickmyggor. Inga underarter finns listade i Catalogue of Life.